# Heirisson Prong
Pour les articles homonymes, voir Heirisson.
Heirisson Prong est une péninsule australienne baignée par les eaux de la baie Shark, un golfe au centre de la côte ouest de l'Australie-Occidentale. Prolongement vers le nord d'une autre langue de terre bien plus vaste fermant le sud-ouest de ce golfe, la péninsule Carrarang, elle se termine par le cap Heirisson, lequel a été baptisé en l'honneur du marin français François Heirisson au début du XIXe siècle. Elle est plus ou moins parallèle à Bellefin Prong, située plus à l'ouest, et forme avec elle une baie que le découvreur de l'ensemble de la zone Louis Claude de Saulces de Freycinet a appelé havre Inutile dans le cadre de l'expédition vers les Terres australes de Nicolas Baudin.